# 榎並正一
榎並 正一（えなみ しょういち、1912年8月23日 - 1990年2月6日）は、日本の経営者。バンドー化学の社長・会長を務めた。兵庫県神戸市出身。父はバンドー化学創業者の榎並充造で、正一は次男である。

## 経歴
1935年に慶應義塾大学法学部政治学科を卒業し、同年に日本毛織に入社した。1938年12月に阪東調帯護謨（現在のバンドー化学）に転じた。1942年12月に副社長に就任し、1962年5月には社長に昇格した。1977年6月には会長に就任した。
神戸薬科大学理事長、日本経営者団体連盟理事、神戸商工会議所副会頭なども歴任した。
1983年4月に勲三等瑞宝章を受章した。
1990年2月6日、心不全のため死去した。77歳没。